# Захаровка (Иванковский район)
Захаровка (укр. Захарівка) — село, входит в Иванковский район Киевской области Украины.
Население по переписи 2001 года составляло 23 человека. Почтовый индекс — 07201. Телефонный код — 4591. Занимает площадь 0,4 км². Код КОАТУУ — 3222082902.

## Местный совет
07242, Київська обл., Іванківський р-н, с. Олива